# Stumptown
Stumptown es una serie de televisión estadounidense de drama policíaco que se estrenó en ABC como parte de la temporada de televisión 2019–20, el 25 de septiembre de 2019. La serie está basada en la serie de cómics del mismo nombre, de Greg Rucka, Matthew Southworth, y Justin Greenwood, y adaptada para la televisión por el escritor y productor Jason Richman. El título Stumptown es un apodo para la ciudad de Portland, Oregón, donde la serie está ambientada. El 28 de octubre de 2019, ABC anunció una temporada completa de la serie con 18 episodios.

## Sinopsis
Dexedrina «Dex» Parios es una veterana militar, que lucha por sobrevivir y cuidar de su hermano menor, en Portland, Oregón. Ella también lucha con un trastorno por estrés postraumático desde su época como Marine en Afganistán, donde trabajó en la inteligencia militar hasta que fue herida por una explosión que mató a su exnovio de la infancia. Agobiada por las grandes deudas de juego y sin poder mantener un trabajo estable, se convierte en una investigadora privada para resolver problemas en los que la policía no puede involucrarse. El detective Miles Hoffman le remite problemas, y Grey McConnell, propietario de un bar y mejor amigo de Dex, le brinda apoyo moral y emplea a su hermano Ansel en su bar.

## Elenco

### Principal
- Cobie Smulders como Dexedrina «Dex» Parios, una Marine veterana que ahora trabaja como investigadora privada para apoyar a su hermano y salir de sus deudas.
- Jake Johnson como Greyson «Grey» McConnell, un exconvicto y dueño del bar Bad Alibi. Es el mejor amigo de Dex.
- Tantoo Cardinal como Sue Lynn Blackbird, la dueña de un casino tribal y madre del novio fallecido de Dex.
- Cole Sibus as Ansel Parios, El hermano de Dex que tiene síndrome de Down y trabaja como barback en el Bad Alibi.
- Adrian Martínez como Tookie, un dueño de un camión de comida que sirve como informante para Dex.
- Camryn Manheim como Lieutenant Cosgrove, El supervisor del detective Hoffman.
- Michael Ealy como Detective Miles Hoffman, El contacto de Dex en la Oficina de Policía de Portland.

### Recurrente
- Gregory Zaragoza como Hollis Green, La mano derecha de Sue Lynn Blackbird
- Fiona Rene como la Detective Kara Lee, la socia de Miles
- Monica Barbaro como Liz Melero, una barman del Bad Alibi, también está saliendo con Grey

## Producción

### Desarrollo
El 29 de enero de 2019, se anunció que ABC había dado a la serie, una orden de la producción del piloto. El piloto fue escrito por Jason Richman, quien produce junto con Ruben Fleischer, Dave Bernad, Greg Rucka, Matthew Southworth y Justin Greenwood. Las compañías de producción involucradas en el piloto incluyen The District y ABC Studios. El 8 de mayo de 2019, ABC había ordenado la producción de la serie. Un día después, se anunció que la serie se estrenaría en el otoño de 2019 y se emitiría los miércoles a las 10:00 p. m. La serie se estrenó el 25 de septiembre de 2019. El 28 de octubre de 2019, ABC anunció una temporada completa de la serie con 18 episodios.

### Casting
En febrero de 2019, se anunció que Cobie Smulders había sido elegida para el papel principal en el piloto. Junto con el anuncio de la orden de la serie, se informó que Michael Ealy, Mark Webber y Camryn Manheim se habían unido al elenco en papeles principales. El 11 de mayo de 2019, se informó que Webber, quien originalmente había sido el protagonista masculino de la serie frente a Smulders, había salido de la serie, y que su papel se modificaría. El 29 de mayo de 2019, se anunció que Jake Johnson fue elegido como Grey McConnell, en reemplazo de Webber.

## Episodios
| N.º | Título                                       | Dirigido por        | Escrito por                                 | Fecha de emisión original | Audiencia (millones) |
| --- | -------------------------------------------- | ------------------- | ------------------------------------------- | ------------------------- | -------------------- |
| 1 | «Forget It Dex, It's Stumptown.»             | James Griffiths     | Jason Richman                               | 25 de septiembre de 2019  | 4,61                 |
| Dex Parios es una ex Marine cuyo trastorno por estrés postraumático hace imposible mantener el empleo, lo que la deja en una situación de inseguridad financiera. Después de apostar su último cheque por discapacidad en el casino local, la dueña, Sue Lynn, le pide a Dex que encuentre a su nieta fugitiva, Nina, a cambio de pagar su deuda. Dex acepta el trabajo, pero su falta de experiencia se nota rápidamente, ya que encuentra a Nina para luego perderla a manos de dos secuestradores y le roba un auto a un gánster que ella erróneamente asume que tuvo algo que ver con el secuestro. Conoce a un detective de la policía, Miles Hoffman, que la anima a mantenerse alejada del caso. Poco después, Sue Lynn despide a Dex, alegando que Nina ha regresado a casa. Deprimida, va al apartamento de Hoffman y se acuesta con él. Al día siguiente, mientras Dex intenta localizar al novio de Nina, Michael, los secuestradores la agarran y se van; ella los somete y procede a rescatar a Sue Lynn y Nina de un Michael inestable. Impresionado, Hoffman se ofrece a mantener a Dex a raya si encuentra cualquier otro problema que la policía no pueda manejar. |                                              |                     |                                             |                           |                      |
| 2 | «Missed Connections»                         | James Griffiths     | Matt Olmstead, Mike Weiss & Jason Richman   | 2 de octubre de 2019      | 3,99                 |
| Flashbacks muestran a Dex y Grey conociéndose por primera vez hace seis años y haciéndose amigos. Grey conecta a Dex con un nuevo cliente, Allen, un viudo que le ofrece pagar 1.000 dólares si encuentra a Katrina, una chica que conoció en un bar. Dex localiza a Katrina y completa el trabajo, pero el cheque que le da Allen resulta ser inútil. Mientras registraba su casa, alguien la golpeó por detrás. Hoffman informa posteriormente a Dex que «Katrina» es en realidad una estafadora profesional, que ha robado a docenas de hombres como Allen durante varios años. Decidida a conseguir su dinero, Dex lleva a Allen a una habitación de motel, donde detiene a la psicótica compañera de Katrina, Megan, para que no lo asfixie después de descubrir su relación. Allen le paga a Dex sus honorarios y se va para empezar una nueva vida con Katrina. Uno de los antiguos socios criminales de Grey, Jack, viene a pedir dinero para pagar una deuda; Grey se niega a ayudar y Jack es encontrado asesinado poco después bajo un puente. Basándose en el consejo del superior de Hoffman, Cosgrove, Dex decide solicitar una licencia para que pueda trabajar legalmente como IP. |                                              |                     |                                             |                           |                      |
| 3 | «Rip City Dicks»                             | Dean White          | Zahir McGee                                 | 9 de octubre de 2019      | 3,43                 |
| Dex convence al veterano detective privado Artie Banks para que la acepte como su aprendiz. Su primer trabajo involucra un complicado divorcio entre el magnate de bienes raíces Randall Tapper y su esposa Candace. Banks ofrece muchos consejos útiles, y admite que simpatiza con Dex porque ella le recuerda a su hija. Hoffman empieza a investigar a Grey mientras investiga el asesinato de Jack. A instancias de Banks, Dex va al apartamento de Hoffman a cenar; los dos tratan de trabajar el uno con el otro para obtener información sobre sus respectivos casos antes de ceder a sus sentimientos y tener relaciones sexuales. La investigación marca un gran avance cuando la novia actual de Tapper le da a Banks evidencia en vídeo de que él abusó de ella, pero Dex más tarde descubre que se la vendió a Tapper, que no tenía intención de ayudar a Candace y que la ha estado manipulando desde el principio. Banks le dice condescendientemente a Dex que sería una gran detective privada si aprendiera a no preocuparse. Hoffman le dice a Grey que sabe de su conexión con Jack y le ofrece protección si acepta ayudar a encontrar a su asesino. Una enfurecida Dex visita a Candace y declara su intención de derribar tanto a Tapper como a Banks.                                                                             |                                              |                     |                                             |                           |                      |
| 4 | «Family Ties»                                | Marc Buckland       | Deirdre Shaw                                | 16 de octubre de 2019     | 2,83                 |
| El antiguo jefe de Grey, Wallace Kane, se escapa de la custodia mientras cumple cadena perpetua. Los intentos de Dex de desenterrar la suciedad de Randall son continuamente frustrados por los bancos, mientras que Sue Lynn, que se ha asociado con Randall para construir una escuela, presiona a Dex amenazándola con reclamar su deuda con el casino. Banks finalmente sucumbe a su culpa después de que Dex lo llama escoria y admite que la hija de Candace le recuerda a su propio hijo fallecido; él la lleva al excontador de Randall, quien revela que la escuela es una tapadera para actividades ilegales. Cosgrove nota que Hoffman se está obsesionando con el caso Kane y se lo asigna a otro detective. Dex y Banks buscan en el sitio de construcción y encuentran evidencia de que Randall está contrabandeando píldoras falsificadas. Con la ayuda de Sue Lynn, quien aborrece el tráfico de drogas en su reservación, Dex hace que Randall se incrimine a sí mismo ante la cámara, y lo obliga a retirar las píldoras, terminar la escuela y devolverle a la hija de Candace. Banks firma el horario de Dex, lo que la califica para obtener una licencia de IP. Kane secuestra a Grey y le informa que tendrá que hacer un último trabajo para pagar su deuda y la de Jack.                                                         |                                              |                     |                                             |                           |                      |
| 5 | «Bad Alibis»                                 | Brooke Kennedy      | Manuel Figueroa & Jordan Heimer             | 30 de octubre de 2019     | 2,67                 |
| Dex es entrevistada para su licencia. Con Grey desaparecido, se hace cargo de la dirección de Bad Alibi y contrata a Tookie cuando el chef del bar renuncia inesperadamente. Hoffman desafía las órdenes de mantenerse alejado del caso de Grey, y es amenazado con la pérdida de su placa si no se aleja. En vez de eso, contrata a Dex para que lo encuentre. Mientras está en el trabajo, Grey descubre que Kane planea matar a su amigo Denton y ha asignado a su abusador Frank para que tome a Ansel como rehén a fin de mantenerlo a raya. Mientras está en un restaurante con Frank, Ansel se pone en contacto con su hermana; ella lo rescata e interroga a Frank para saber dónde están Kane y Grey. La policía realiza una redada, y Hoffman alcanza a Kane, casi matándolo de rabia antes de que Cosgrove le hable. Dex le pega un puñetazo a Grey por poner en peligro a su hermano y le dice que es mejor que diga la verdad mientras pueda. A pesar de haber encontrado un anillo de compromiso mientras buscaba en su desván, ella es incapaz de hacer que admita que él podría sentir algo por ella. Tookie decide dejarlo para poder volver a su camión de comida. Dex recibe la noticia de que ha pasado la entrevista y su licencia ha sido aprobada.                                                                                 |                                              |                     |                                             |                           |                      |
| 6 | «Dex, Drugs and Rock & Roll»                 | Marc Buckland       | William Jehu Garroutte & Jason Richman      | 6 de noviembre de 2019    | 2,82                 |
| Fiona X, una punk roquera que también es la exnovia de Dex, la contrata para que busque a un acosador al mismo tiempo que deja claro que quiere reanudar su pasado romántico. Hoffman, por otro lado, no está seguro de lo que siente por Dex y decide que necesita ser directo con ella. Grey conoce a Liz, la operadora de una empresa local de «turismo paranormal», y se llevan bien con la desaprobación de Ansel, que teme que Grey lo abandone ahora que ya no «ama» a su hermana. Cuando se encierra en la oficina de Grey, Dex lo sienta y los dos le explican que, pase lo que pase, nunca dejarán que nada separe su amistad. El camión de Tookie está cerrado por violaciones de permisos relativamente menores, por lo que visita a Cosgrove en busca de ayuda; se unen por su amor compartido por la cocina y aceptan una relación platónica. La policía localiza al acosador; el hombre afirma que Fiona le envió docenas de cartas que resultaron haber sido escritas por su gerente de control, Nick, a quien Hoffman pone bajo custodia. Dex le dice a Fiona que su relación ha terminado para siempre. Hoffman entonces la lleva a una cita. |                                              |                     |                                             |                           |                      |
| 7 | «November Surprise»                          | David Rodriguez     | Mike Weiss                                  | 20 de noviembre de 2019   | 2,62                 |
| Vanessa, la gerente de un acaudalado candidato al senado estatal, contrata a Dex para desenterrar material comprometedor sobre su oponente, el concejal Dan Gibson. Dex se hace pasar por una de las voluntarias de Gibson y entra en su oficina por la noche, donde roba una carta y se defiende de una detective privada rival, Carol, también contratada por Vanessa. Carol le advierte posteriormente a Hoffman que necesita vigilar más de cerca a Dex. Grey acepta dejar que Liz se entrene para ser su nuevo barman, pero su creciente relación molesta a Dex; Liz le dice a Grey que necesita probar que la ama y no a Dex, o en algún momento romperán. Dex continúa su investigación, descubriendo que Gibson, un hombre gay, tuvo un hijo fuera del matrimonio con una estudiante mientras enseñaba en la universidad. A pesar de sus esfuerzos por ocultar esta revelación, Vanessa se entera de ella y le paga por sus servicios. Al darse cuenta de que no puede vivir con la destrucción de dos familias, Dex llega a un acuerdo: Gibson abandonará la carrera si se respeta la privacidad de su hijo. También le devuelve el dinero a Vanessa y rompe todos los lazos con ella. Liz, Grey y Miles se unen a Dex y Ansel para el «Acción de amigos».                                                                                       |                                              |                     |                                             |                           |                      |
| 8 | «The Other Woman»                            | Jessica Yu          | Heidi Cole McAdams                          | 4 de diciembre de 2019    | 2,92                 |
| Sue Lynn contrata a Dex de nuevo, esta vez para identificar a quienquiera que esté detrás de una serie de ataques dirigidos a ella. El caso requiere que Dex visite la reserva, donde es expulsada por la amargada nuera de Sue Lynn, Naomi. Miles la convence de que no abandone el caso, y llega a un acuerdo con Sue Lynn para obtener acceso completo a la reserva; Sue Lynn le asigna a Naomi para que siga de cerca su investigación. Basándose en la intuición de Dex de que alguien dentro de la tribu tiene una queja contra Sue Lynn, la pareja descubre que el sobrino de Hollis está conspirando contra ella, y lo usa para obligar a Hollis a entregar los nombres de los miembros de la reservación expulsados por Sue Lynn. Miles descubre que uno de ellos era un joven expulsado por vender drogas, y lo arresta después de encontrarlo con una bomba de tubo. Sin embargo, antes de que pueda ser procesado, Sue Lynn ejerce su autoridad como jefa tribal para ponerlo bajo su custodia. Miles le dice a Dex que se pasó de la raya cuando incluyó a Liz en los nombres a investigar. Sue Lynn le paga a Dex con fichas de casino e invita a Liz a unirse a ella para una celebración en la mesa de dados. A la mañana siguiente, se despierta y encuentra a Liz desnuda en la cama a su lado.                                         |                                              |                     |                                             |                           |                      |
| 9 | «Dex Education»                              | Lily Mariye         | Nicholas Wootton                            | 11 de diciembre de 2019   | 3,12                 |
| Dex y Liz están de acuerdo en que como no recuerdan haber tenido relaciones sexuales, no le dirán a nadie acerca de la salida nocturna de sus hijas. La némesis de la escuela secundaria de Dex, Penny, la contrata cuando expulsan a su hija Jennifer por vender Adderall, que jura que fue metida en su mochila. Dex va encubierto como profesora sustituta, intercepta a un miembro del equipo de voleibol de la escuela y descubre que la entrenadora era la traficante de drogas. Grey se enteró por Ansel que Liz había pasado la noche con Dex. Cuando Dex no puede ser sincera sobre lo que pasó, Grey le dice que ya no es bienvenida en su bar. Miles también está herido, pero entierra sus sentimientos y le dice a Dex que su relación debe ser profesional. La entrenadora es arrestada después de que la hayan visto comprando más pastillas e intentando huir. Jennifer está limpia, y Penny hace las paces con Dex por su pasada rivalidad. Con material de vídeo proporcionado por Sue Lynn, Grey descubre que Liz intencionalmente emborrachó a Dex para destruir su amistad, y la echa. Sue Lynn le dijo a Dex que era hora de que pusiera su vida en orden. Ansel le dice a Dex que quiere mudarse y vivir una vida independiente. Grey va a ver a Dex, pero Miles llegó primero, y Grey observa cómo Dex y Miles entran en su casa. |                                              |                     |                                             |                           |                      |
| 10 | «Reality Checks Don't Bounce»                | Alex Zakrzewski     | Derek Jennings & Zahir McGee                | 8 de enero de 2020        | 2,72                 |
| El juez celebridad Antonio Price le paga a Dex para que entregue una citación a su hermano mayor Lataurus por vender la casa que le compró a sus espaldas. Dex descubre que Lataurus usó el dinero para comprar gatos raros de civeta para el dueño de la tienda de mascotas Dwaddle Chen, pero como los gatos fueron confiscados por los oficiales de aduana, está aterrorizado de que Chen lo asesine. Hoffman es asignado para escoltar a la esposa de un capitán de policía a un concierto; de camino a casa, le roban el auto y Hoffman utiliza su influencia sobre Gray para obligarle a ayudarle a encontrarlo. Lataurus es secuestrado y el juez se niega a pagar el rescate, diciendo que su hermano moroso no vale la pena. Esto hace que Dex revalúe su reacción hostil a que Ansel quiera salir de la casa, ya que se da cuenta de que está cansado de que lo traten como a un niño y quiere tener la oportunidad de vivir como un adulto normal. Dex organiza un rescate para liberar a Lataurus de Chen, pero el juez recibe un disparo y decide darle a su hermano el dinero para recuperar sus gatos después de que éste rechace una oferta de mudarse con él. Ansel se muda con la bendición de su hermana. Hoffman le dice a Gray que irá de incógnito como informante a cambio de que su expediente sea borrado.                       |                                              |                     |                                             |                           |                      |
| 11 | «The Past and the Furious»                   | Stacey K. Black     | Louisa Levy                                 | 15 de enero de 2020       | 2,49                 |
| Mientras trata de encontrar un nuevo equilibrio ahora que Ansel se ha ido, a Dex se le acerca Jeremy Stevens, un veterano que recientemente se enteró de que fue adoptado y quiere encontrar a sus verdaderos padres. Basándose en el descubrimiento de su cliente de que él es 48% nativo americano, Dex investiga la agencia de adopción que manejó su caso pero se entera de que todos sus registros fueron sellados cuando la agencia cerró. Grey conoce la red de robo de autos que Hoffman le asignó, incluyendo a un joven mecánico llamado Max, por quien comienza a desarrollar sentimientos. Ansel comienza a trabajar en una lista de cosas que debe hacer para demostrar que es un «hombre de verdad», pero Grey le dice que su madurez ya lo convierte en eso. Dex encuentra al padre de Jeremy, pero se va después de decirle a Dex que nunca podría ser un padre. Luego descubre que la agencia falsificó el informe usado para convencer al estado de que le quitara a Jeremy a su madre, quien desde entonces ha muerto por problemas de drogas. Con la ayuda de Sue Lynn, Jeremy se reúne con su tía y su familia. Dex decide comenzar a asistir a un grupo de veteranos que le recomendó a ella. El nuevo jefe de Grey le pide que le ayude a deshacerse de un cargamento de heroína que la banda robó por error.                      |                                              |                     |                                             |                           |                      |
| 12 | «Dirty Dexy Money»                           | Marc Buckland       | Ariel Hall & Woody Strassner                | 22 de enero de 2020       | 2,36                 |
| Dex toma un trabajo de Ginger Lloyd, dueña de un restaurante vegetariano/club de estriptis, para investigar una afirmación de que una de las bailarinas está robando del club. Mientras Grey sigue abriéndose camino en la banda, Hoffman se enfrenta a Jimmy, un detective de vicios y amigo de Cosgrove que insiste en involucrarse en el caso. Ginger le da a Dex una ducha de atención y regalos (algo estrictamente prohibido por las normas de la IP) e intenta que se acueste con una bailarina. Todo llega a un punto crítico cuando las bailarinas revelan que todas han estado desnudándose para ayudar a un colega que culpa a Ginger por sus heridas; Ginger se niega a escuchar a Dex, la despide y presenta una queja acusándola de aceptar sobornos y demostrar incompetencia, poniendo en riesgo su licencia. Dex va a su primera reunión de grupo, lo que la inspira a tomar represalias presentando sus propias quejas a la ciudad. Impresionada por su audacia, Ginger retira la queja y acepta atender las preocupaciones de los bailarines. Hoffman le tiende una trampa a Jimmy, suponiendo correctamente que es corrupto. Él y Grey se dan cuenta de que necesitan a Dex para ayudarles con el plan de Grey de comprar el resto de la heroína.                                                                                     |                                              |                     |                                             |                           |                      |
| 13 | «The Dex Factor»                             | Stacey K. Black     | Matt Olmstead & Jason Richman               | 5 de febrero de 2020      | 2,28                 |
| Dex acepta hacerse pasar por la compradora de drogas de Grey en Los Ángeles; conoce a Violet, una ex investigadora del ejército, en el grupo de apoyo. Violet es una arregladora enviada en secreto para recuperar la heroína robada. Ella coquetea con Dex y se conectan por su experiencia con el trauma y la adaptación a la vida post-militar. Después de hacer el amor, intercambian números de teléfono a la mañana siguiente. Grey deja a Ansel al cuidado de la mala coartada y Tookie pasa a ayudar. Después de la operación, Dex encuentra a Violet fuera del taller, con un arma. Sorprendida de verla allí, Violet le dice a Dex que no quiere hacerle daño, pero Dex dice que su mejor amiga está dentro, y se produce una pelea. Violet es herida y arrojada por el balcón, pero cuando Dex mira hacia abajo se ha ido. Con la ayuda de Sue Lynn, Grey saca a Max de la ciudad y le da su camión para que escape. Ansel obtiene permiso de Dex para tomar clases de conducir. Más tarde, en el Bad Alibi, el barman le lleva a Dex un cóctel enviado por una mujer, similar al que Violet estaba bebiendo cuando se conocieron. Dex mira alrededor, pero Violet se ha escabullido. |                                              |                     |                                             |                           |                      |
| 14 | «Til Dex Do Us Part»                         | Ruben Fleischer     | William Jehu Garroutte & Heidi Cole McAdams | 12 de febrero de 2020     | 2,38                 |
| Claire Chesterfield contrata a Dex para hacer una investigación de antecedentes de Zack Knight, un artista del tatuaje y el prometido de su hermana Jenna. Dex visita su salón y lo interroga, aprendiendo que aunque Zack está limpio, tiene un secreto: se culpa por el accidente que mató a Dahlia, la chica con la que se suponía que se iba a casar antes de conocer a Jenna. Tookie obliga a Grey a tomarlo como «socio» en Bad Alibi; Grey, resistente al cambio y furioso porque Tookie parece pensar que no puede manejar su propio bar apropiadamente, lo echa. Ansel está molesto y le dice a Grey que sin la comida de Tookie, la Mala Coartada sufrirá económicamente. Hoffman prepara un artículo atacando a su padre, Lionel, por representar a un hombre que él arrestó; su madre los obliga a enmendarse y Lionel le hace una oferta a Hoffman para que se una a su firma. Grey invita a Tookie a volver a Bad Alibi y promueve a Ansel a subdirector. Dex irrumpe en la boda de Jenna y la obliga a confesar que era el conductor que mató a Dahlia; la policía la arresta y Zack le paga a Dex por su ayuda dándole un tatuaje gratis de un mirlo en su abdomen. |                                              |                     |                                             |                           |                      |
| 15 | «At All Costs: The Conrad Costas Chronicles» | Christopher Misiano | Nicholas Wootton                            | 19 de febrero de 2020     | 2,23                 |
| Dex lleva a Grey con ella en un viaje a Los Ángeles, donde pretende ayudar a una guionista en apuros, Camille Costas, a desenmascarar a un viejo colega que le robó su último trabajo, basado en la carrera policial de su tío, y lo está convirtiendo en una película. Grey también descubre que Dex tiene un motivo secundario: una carta de Maribel, su tía que puede saber el paradero de sus padres desaparecidos. Tookie, a pesar de que se le ha dicho específicamente que no lo haga, alquila la Bad Alibi para la fiesta de cumpleaños de la madre de Hoffman. Ansel descubre que la pistola antigua de Grey ha desaparecido de su oficina (más tarde resulta que Grey la puso en un almacén para su custodia). Dex consigue una copia del guion y prueba que fue plagiada, pero su apartamento alquilado se quema antes de que pueda cerrar un trato. Hace que Grey difunda rumores de que tiene pruebas en vídeo, lo que le permite montar una trampa y atrapar al actor fracasado contratado para intentar matarla. Los productores ceden y aceptan todas las demandas de Camille. Grey conoce a su padre perdido, que ha formado una nueva familia, y encuentra el cierre que tanto ha buscado. Dex va a ver a Maribel, quien revela que sus padres pueden haberla abandonado a ella y a Ansel para protegerlos.                             |                                              |                     |                                             |                           |                      |
| 16 | «All Quiet On the Dextern Front»             | Marc Buckland       | Woody Strassner & Louisa Levy               | 4 de marzo de 2020        | 2,32                 |
| 17 | «The Dex Files»                              | Alex Zakrzewski     | Ariel Hall & Nicholas Wootton               | 18 de marzo de 2020       | 2,68                 |
| 18 | «All Hands on Dex»                           | Marc Buckland       | Derek Jennings & Jason Richman              | 25 de marzo de 2020       | 2,68                 |

## Lanzamiento

### Marketing
El 14 de mayo de 2019, ABC lanzó el primer tráiler oficial de la serie.

### Distribución
La serie se estrenó en España, el 26 de septiembre de 2019 en HBO España.

## Recepción

### Críticas
En Rotten Tomatoes la serie tiene un índice de aprobación del 94%, basado en 32 reseñas, con una calificación promedio de 8.16/10. El consenso crítico del sitio dice, «Simple, pero fuerte, Stumptown se mueve a un ritmo rápido y tiene un gran potencial gracias en gran parte a la actuación de la estrella Cobie Smulders». En Metacritic, tiene puntaje promedio ponderado de 73 sobre 100, basada en 16 reseñas, lo que indica «críticas generalmente favorables».
Caroline Framke de Variety escribió: «Con solo un episodio por delante, es difícil decir cómo manejará Stumptown sus próximos casos de la semana, o si le dará sombra a Dex más allá de lo básico. Pero hay un par de elementos destacados de la serie que apuntan a una temporada más prometedora». Allison Shoemaker de The A.V. Club criticó el primer episodio diciendo: «Es probable que esta historia de origen lleve a Dex a obtener un(a) nuevo(a) caso/distracción de la semana; con suerte, esas historias se mantendrán por sí solas tanto como iluminen su vida interior. Aunque no lo haga, aunque la vida de Stumptown se vuelva mucho menos interesante después de este primer viaje, bien vale la pena volver a visitar a Cobie Smulders y Dex Parios». Mike Hale de The New York Times escribió: «Hay una mezcla potencialmente atractiva de humor gracioso y acción creíble y poco jugada, sin embargo, que podría florecer si se le da prioridad sobre la melodramática historia de fondo».

### Audiencias
| N.º | Título                                       | Fecha de emisión         | ÍA/CP (18–49) | Audiencia (millones) | DVR (18–49) | Audiencia DVR (millones) | Total (18–49) | Audiencia total (millones) |
| --- | -------------------------------------------- | ------------------------ | ------------- | -------------------- | ----------- | ------------------------ | ------------- | -------------------------- |
| 1   | «Forget It Dex, It's Stumptown.»             | 25 de septiembre de 2019 | 0,7/4         | 4,61                 | 1,0         | 4,50                     | 1,7           | 9,12                       |
| 2   | «Missed Connections»                         | 2 de octubre de 2019     | 0,7/4         | 3,99                 | 0,8         | 3,91                     | 1,5           | 7,90                       |
| 3   | «Rip City Dicks»                             | 9 de octubre de 2019     | 0,6/3         | 3,43                 | 0,8         | 3,50                     | 1,4           | 6,93                       |
| 4   | «Family Ties»                                | 16 de octubre de 2019    | 0,6/3         | 2,83                 | 0,7         | 3,37                     | 1,3           | 6,21                       |
| 5   | «Bad Alibis»                                 | 30 de octubre de 2019    | 0,5/3         | 2,67                 | 0,7         | 3,27                     | 1,2           | 5,94                       |
| 6   | «Dex, Drugs and Rock & Roll»                 | 6 de noviembre de 2019   | 0,5/3         | 2,82                 | 0,6         | 3,17                     | 1,2           | 6,00                       |
| 7   | «November Surprise»                          | 20 de noviembre de 2019  | 0,5/3         | 2,62                 | 0,6         | 3,09                     | 1,1           | 5,71                       |
| 8   | «The Other Woman»                            | 4 de diciembre de 2019   | 0,5/3         | 2,92                 | 0,5         | 2,89                     | 1,0           | 5,81                       |
| 9   | «Dex Education»                              | 11 de diciembre de 2019  | 0,5/3         | 3,12                 | 0,5         | 2,86                     | 1,0           | 5,98                       |
| 10  | «Reality Checks Don't Bounce»                | 8 de enero de 2020       | 0,5/3         | 2,72                 | 0,6         | 3,18                     | 1,1           | 5,92                       |
| 11  | «The Past and the Furious»                   | 15 de enero de 2020      | 0,4/2         | 2,49                 | 0,6         | 3,06                     | 0,9           | 5,55                       |
| 12  | «Dirty Dexy Money»                           | 22 de enero de 2020      | 0,4/3         | 2,36                 | 0,5         | 2,95                     | 0,9           | 5,31                       |
| 13  | «The Dex Factor»                             | 5 de febrero de 2020     | 0,4/2         | 2,28                 | 0,5         | 2,76                     | 0,9           | 5,05                       |
| 14  | «Til Dex Do Us Part»                         | 12 de febrero de 2020    | 0,4/2         | 2,38                 | 0,5         | 2,73                     | 0,9           | 5,11                       |
| 15  | «At All Costs: The Conrad Costas Chronicles» | 19 de febrero de 2020    | 0,4/2         | 2,23                 | 0,5         | 2,78                     | 0,9           | 5,02                       |
| 16  | «All Quiet On the Dextern Front»             | 4 de marzo de 2020       | 0,4/2         | 2,32                 | 0,5         | 2,73                     | 0,9           | 5,06                       |
| 17  | «The Dex Files»                              | 18 de marzo de 2020      | 0.5/3         | 2.68                 | 0,5         | 2,68                     | 1,0           | 5,35                       |
| 18  | «All Hands on Dex»                           | 25 de marzo de 2020      | 0,5/2         | 2,68                 | 0,4         | 2,71                     | 0,9           | 5,39                       |